# رافول د آلمونيا
رَحل المُنية أو (نقحرة: رافول د آلمونيا) (بالإسبانية: El Ràfol d'Almúnia)‏ هي بلدية في منطقة بلنسية ، إسبانيا. تقع في الجزء الشمالي من مقاطعة لقنت ، ويبلغ عدد سكانها حوالي 635 نسمة وفقًا للإحصاء الوطني الإسباني لعام 2007 .[بحاجة لمصدر]